# 미국의 구제법
미국의 구제법은 법원이 민사적으로 어떻게 권리나 처벌을 집행하고 강제하는지를 규율하는 법이다. 영미권에서는 법원의 관할과 관련이 있다. 영미법의 모태인 영국법은 보통법상의 구제법과 형평법상의 구제법으로 나뉜다. 형평법은 보통법상 결과가 공평에 반하는 것을 해결하기 위해 생겨났다. 예를 들어 막대한 공해 물질을 배출하는 공장에 금전적 손해배상을 명령하는 것이 보통법상 구제법이라면 공장운영을 금지하도록 명령하는 것이 형평법상 구제법이다. 이는 금전적으로도 건강이나 자연에 대한 손해를 완전히 복원하는 것이 불가능하기 때문이다.

## 보통법상 구제법
형평법과 반대되는 보통법상 구제방법으로는 손해에 대한 금전보상이 있다. 불법행위의 경우 손해전보보상, 명복상 보상, 징벌적 보상이 있고 계약법상 구제방법으로는 신뢰 손해배상, 결과적 손해배상, 부수적 손해배상 등이 있다.

## 형평법상 구제법
- 특정이행
- 인정크션
- 특정이행과 인정크션을 대신하는 손해회복

## 참고 문헌
- 박찬주, 영국계약 구제법, 아롬미디어, 2014. ISBN 9788992071222